# 심법요초
심법요초(心法要抄)는 울산광역시 울주군에 있는 조선시대의 책이다. 2011년 12월 29일 울산광역시의 문화재자료 제20호로 지정되었다.

## 개요
『심법요초』는 선의 요지를 간략히 서술한 책으로 저자는 조선 중기의 승려인 서산 휴정(西山休靜, 1520~1604)이다. 휴정은 법명이며, 일반적으로 서산대사(西山大師)로 널리 알려져 있는 조선 중기의 고승(高僧)이자 승군장(僧軍將)이다.
이 책은 18장 1책으로 이루어진 목판본으로, 책의 크기는 세로 24.2cm, 가로 17.0cm이다. 권두에 백곡 처능(白谷 處能, 1617~1680)이 지은 서문이 있고, 권말에는 추계 유문(秋溪 有文, 1614~1689)의 지(識)와‘ 시갑진국월일 대둔산안심사 신간류치(1614~1689)’라는 간기가 있다. 이들 기록들을 통하여 1664년(현종 5) 목양 색대사(牧羊色大師)가 대둔산(大芚山) 안심사(安心寺)에서 간행했음을 알 수 있다.

## 같이 보기
- 휴정

## 참고 자료
- 심법요초 - 국가유산청 국가유산포털